# Franz Jaschke (Maler, 1775)
Franz Jaschke (* 1775 in Rosenthal, Grafschaft Glatz; † 6. November 1842 in Wien) war ein schlesisch-österreichischer Landschaftsmaler.

## Leben
Jaschke studierte ab 1794 die Malerei an der Akademie der bildenden Künste in Wien und wurde dort zweimal mit einer Silbermedaille ausgezeichnet. Als erzherzöglicher Kammermaler begleitete er ab 1807 die Erzherzöge Ludwig und Rainer auf ihren Reisen durch die Monarchie. Erzherzog Ludwig sandte ihn in alle Teile des Reiches, um weitere Ansichten malen zu lassen. Dabei hielt er seine Impressionen in Landschaftsbildern und Darstellung des Brauchtums auf dem Balkan, Galizien, der Bukowina, Siebenbürgen, Ungarn und der Toskana fest.

## Werke (Auswahl)
- Vues pittoresques dans la haute Italie, 1817
- Schönbrunn in 16 Ansichten, 1821
- Petrarcas Wohnung, 1821
- Ansicht von Pisa, 1822

Er verfasste auch ein Werk zu den National-Kleidertrachten und Ansichten von Ungarn, Croatien, Slavonien, dem Banat, Siebenbürgen und der Bukowina, das im Jahr 1821 erschien.